# Черкези
Черкези су староседелачки народ северозападног Кавказа, који припада северозападнокавкаској (абхаско-черкеској) породици народа. Данас су претежно насељени у Турској, Русији, Јордану и Сирији.
Пре Октобарске револуције именом Черкези обухватано је свих 12 черкеских племена. Међутим, након стварања Совјетског Савеза черкеска племена су сврстана у 4 групе (зависно од административне јединице у којој су била насељена), које су признате као посебни народи. То су: Черкези, Кабардинци, Адигејци и Шапсуги.
Черкези су већином исламске вероисповести, а говоре черкеским језиком или језицима (кабардински (источночеркески), адигејски (западночеркески) и убишки), који спада у северозападнокавкаску (абхаско-черкеску) породицу језика. У свету их има више од 4.000.000.

## Етноними
Черкески ендоним (име за њих саме) је Адигејци (у најширем смислу означава свих 12 племена, а у ужем 10 западних). Име Адигејци највероватније потиче од речи ате („висина”) и геи („море”) и значи „народ који насељава планинску земљу у близини мора” или „између два мора”.
Егзоним Черкез потиче од латинизоване грчке речи Сираси, што је био грчки назив за област у којој су Черкези живели. Касније су их Хазари називали Ширкес, а Турци Черкес, а у 15. веку је посредством ђеновских трговаца черкеско име стигло до енглеског језика у коме се јавља у облику Сиркасиан. У руском језику јавља се у облику Черкеси.
Након стварања Совјетског Савеза, упркос постојању свести о припадности једној нацији међу Черкезима и постојању имена Черкеси у руском језику којим су означавана сва черкеска племена, черкеска племена су сврстана у 4 групе, које су признате као посебни народи:
- Кабардинци, Черкези из Кабардино-Балкарије (источно черкеско племе Кабардинци);
- Черкези, Черкези из Карачајево-Черкезије (источно черкеско племе Бесленејевци);
- Адигејци, Черкези из региона Кубањ, у коме се налазе и Адигеја и Краснодарски крај (сва западна племена Черкеза сем Шапсуга);
- Шапсуги, Черкези из бившег Шапсушког националног рејона (данашњих рејона Туапсински и Лазаревски, који је један од четири градска рејона у оквиру града Сочија) у Краснодарском крају (западно черкеско племе Шапсуги).

## Племена
Черкеска племена (12 значајних племена и 9 малих племена):
- Источна черкеска племена (Кабардинци):
  - Кабардинци (Кабарди, Кабардини)
  - Бесленејевци (Бесленејци, Бесленеј)
- Западна черкеска племена (Адигејци):
  - Жанејевци (Жанеј)
  - Натухајци (Натухаји)
  - Шапсуги
  - Хатукајци (Хатукајевци, Хатукаји)
  - Бжедуги (Бжедухи)
  - Абадзехи
  - Темиргојевци (Темиргојци, Темиргоји)
  - Мамхеги
  - Јегерукајевци
  - Убихи
  - 9 најмањих племена:
    - Адамијци
    - Махошевци
    - Адали или Хатуци
    - Чебсини
    - Гуаји
    - Хакучи
    - Черченеји
    - Хегајци
    - Тубинци

## Језик
Черкески језик је дијалекатски континуум, а на основи два черкеска дијалекта створена су и два черкеска књижевна језика, адигејски (службени језик у Адигеји) и кабардински (службени језик у Карачајево-Черкезији и Кабардино-Балкарији).
Черкески дијалекатски континуум (то јест адигејски и кабардински књижевни језици) поред убишког језика и 2 абазгинска језика (абхаског и абазинског језика) чини северозападнокавкаску породицу језика. Северозападнокавкаска породица језика је позната и по именима абхаско-адигејска, абхаско-черкеска, западнокавкаска и понтијска породица језика.
Черкески дијалекатски континуум:
- Западночеркески (адигејски)
  - Црноморски дијалекти
    - Жанејевски дијалекат
    - Натухајски дијалекат
    - Шапсушки дијалекат
      - Северни шапсушки поддијалекат
      - Темиргојевски шапсушки поддијалекат
      - Јужношапсушки поддијалекат
      - Кфар камски поддијалекат (којим се говори у селу Кфар Кама у Израелу)
      - Хакучи поддијалекат

  - Кубањски дијалекти
    - Бжедушки дијалекат (којим се говори у Адигеји и граду Бига у Турској)
    - Темиргојевски дијалекат (којим се говори у Адигеји)
    - Абадзехски дијалекат (којим се говори у Реханији у Израелу и у Сирији на Голанској висоравни)
    - Мамхешки дијалекат
    - Јегерукајевски дијалекат
    - Хатукајски дијалекат
    - Махошки дијалекат
- Источночеркески (кабардински)
  - Кабардински дијалекти
    - Западнокабардински дијалекат
      - Кубањски поддијалекат
      - Кубањ-зеленчучки поддијалекат

    - Централнокабардински дијалекат
      - Баксански поддијалекат
      - Малкански поддијалекат

    - Источнокабардински дијалекат
      - Теречки поддијалекат
      - Моздочки поддијалекат

    - Севернокабардински дијалект
      - Мулкански поддијалекат
      - Запарика поддијалекат

  - Бесленејевски дијалекат (којим се говори у Карачајево-Черкезији)

## Популација
У Русији, Черкези (Черкези Бесленејевци) претежно живе у аутономној републици Карачајево-Черкезији, у којој чине 12% становништва, и у којој су трећи народ по бројности, после Карачајаца (41%) и Руса (32%). Кабардинци у Русији претежно живе у аутономној републици Кабардино-Балкарији, у којој чине апсолутну етничку већину од 57%. Шапсуги у Русији претежно живе у Краснодарском крају. Адигејци у Русији претежно живе у аутономној републици Адигеји у којој чине други народ по бројности од (25,8%) после Руса (63,6%).
Процењено је да Черкеза у свету има више од 4.000.000 (по неким проценама до 8.000.000). Черкеза (свих Черкеза) је према процени „Организације непредстављених нација и народа” почетком 1990-их у дијаспори (ван три аутономне републике у Русији) у више од 50 земаља било око 3.700.000. Од тога у Турској се процењује да их је било око 2.000.000, у области Леванта (већим делом у Сирији и Јордану) и Месопотамије (Ирак) око 300.000, и у западној Европи и САД око 50.000. У Русији 2010. их је укупно било 718.727 (Черкеза Бесленејеваца 73.184, Кабардинаца 516.826, Адигејаца 124.835 и Шапсуга 3.882).

## Историја

### Средњи век
Под утицајем Византије хришћанство се проширило по целом Кавказу између 3. и 5. века. У том периоду су Черкези почели да прихватају хришћанство као своју националну религију али су задржали и неке елементе својих традиционалних веровања.
Након 5. века Черкезију су освајали различити освајачи. Прво су је освојили Бугари (туркијски Бугари) који су дошли са степа централне Азије. Бугарска држава, чија престоница је био град Фанагорија, доживела је свој врхунац између 632. и 668. У другој половини 7. века бугарску државу на Кавказу уништили су Хазари, део Бугара је након пораза под вођством Аспаруха отишао на запад и населио се око реке Дунав, где су основали нову бугарску државу. Након распада хазарске државе, Черкези су се крајем 10. века нашли у Краљевини Аланији.
Између 10. и 13. века Черкези су били под утицајем Краљевине Грузије.
У 17. веку велики део Черкеза је примио ислам, под утицајем Кримских Татара и Османског царства. Било је случајева исламизације Черкеза и раније, део Черкеза су постали исламизовани робови војници познати под именом Мамелуци. За време власти династија Сафавида и Каџари велики број Черкеза је насељен у Персију. Где су неки од њих постали робови војници Гулами, а неки су постали занатлије и земљорадници. Многи припадници сафавидског племства су имали черкеско порекло.

### Руско освајање Кавказа
Током 18. и 19. века Русија, Персија и Турска су се бориле за превласт над Кавказом, у том периоду вођен је низ ратова Први руско-персијски рат (1722—1723), Руско-турски рат (1768—1774), Други руско-персијски рат (1796), Трећи руско-персијски рат (1804—1813), Руско-турски рат (1806—1812), Четврти Руско-персијски рат (1826—1828) и Руско-турски рат (1828—1829). Након Руско-персијског рата (1826—1828) и Руско-турског рата (1828—1829) Русија је коначно потиснула Персију и Турску са Кавказа и успоставила потпуну контролу на југу Кавказа. На северу Кавказа у периоду од 1817. до 1864. трајао је Кавкаски рат између Русије и домородаца. Кавкаски рат је заједнички назив за Черкеско-руски рат (1817–1864) (који је део низа сукоба између Руса и Черкеза такође познатих као Черкеско-руски рат (1763–1864)) вођен на северозападу Кавказа и Муридски рат (1830—1859) вођен на североистоку Кавказа. У току рата, централни део северног Кавказа око грузијског војног пута (који спаја Тбилиси и Владикавказ) био је под контролом Русије. У Черкеско-руском рату Руси су се борили против Черкеза и Абхаза, а у Муридском рату против Чечена и Дагестанских народа. Муридски рат је завршен предајом имама Шамила 25. августа 1859., док је Черкеско-руски рат трајао до 1864., последња битка је вођена 27. маја 1864., а 2. јуна 1864. рат је завршен, након што су се черкеске вође заклеле на лојалност.
При крају рата и након његовог краја, велика већина Черкеза је напустила (присилно или добровољно) Русију и отишла у Османско царство, а мањи број и у Персију. Велики број руских, кавкаских и западних историчара се слаже да се број Черкеза и осталих становника северозападног Кавказа који је напустио Русију 1860-их креће око 500.000. Османско царство је понудило да прихвати Черкезе који нису желели да живе под влашћу хришћанског владара. Османско царство је охрабривало досељавање Черкеза у погранична насеља царства, јер је желело да ојача своје границе. Део Черкеза који је остао у Русији је пресељен у долину, на леву обалу реке Кубањ.

### Черкези у дијаспори
Већина Черкеза данас живи у Турској. Већина Черкеза у Турској живи у четири области: око града Самсуна, на обали Црног мора; у области око главног града Анкаре; у области око града Кајсерија и у западном делу земље у близини Истанбула.
Черкези које је Османско царство населило у пограничне области, нашли су се након распада Османског царства у великом броју различитих држава:
- Сирија. Већина Черкеза који су се населили у Сирији насељени су на Голанску висораван, где су до Шестодневног рата били најбројнија етничка група. Најзначајнији град у овој области била је Кунеитра.
- Израел. У Израелу Черкези су се првобитно населили у три насеља, у Кфар Ками, у Реханији и у Хадери. Након избијања епидемије маларије, Хадера је напуштена. Иако су муслимани сунити израелски Черкези су лојални држави Израел.
- Јордан. Черкези су имали значајну улогу у историји Јордана и велики број Черкеза је заузимао значајне положаје у власти. Као на пример, Саид ал Муфти бивши премијер Јордана, велики број министара у влади (у јорданској влади обично је бар један министар Черкез) и високо рангираних официра у војсци. Такође је и дворска хашемитска почасна гарда састављена од Черкеза.
- Ирак. Черкези који су населили Ирак дошли су у два таласа, у првом дошли су директно из Черкезије, а у другом са Балкана. Населили су се широм Ирака, а највише у главном граду Багдаду, затим у Киркуку, провинцији Дијала и Фалуџи.

### Черкези на Балкану
Турци су их у већем броју населили и на Балканско полуострво од 1864. (на Косову око 40.000). Богатији Черкези су имали робове, продавали су њихову децу, па и девојке у робље, за 400 одн. 2.000 гроша. У српско-турском рату 1877-78 око 10.000 је учествовало у борбама против српске војске, већи део Черкеза се повукао пред српском војском 1877-1878. године, а после Балканских ратова 1912–1913. године већина је отишла у Турску, док је незнатан део остао. Половином 1930-тих се каже да је на Косову остало свега 59 кућа Черкеза, највише у селу Доњем Становцу среза вучитрнског, а помиње се и Велика Река.
Квислиншке јединице, формиране од ратних заробљеника Црвене армије, које су Немци употребили у Другом светском рату за гушење партизанског устанка у Југославији, називане су често Черкези, мада њих није било више од припадника других народа СССР.

## Фолклор
По Черкезима назива се и типично одело кавкаских народа – черказка.